# Dudki (rejon szczuczyński)
Dudki (biał. Дудкі; ros. Дудки) – wieś na Białorusi, w obwodzie grodzieńskim, w rejonie szczuczyńskim.
W latach 1921–1939 wieś należała do gminy Berszty, w powiecie grodzieńskim województwa białostockiego.
Według Powszechnego Spisu Ludności z 1921 roku wieś zamieszkiwało 147 osób, wśród których 4 było wyznania rzymskokatolickiego, 140 prawosławnego a 3 mojżeszowego. Jednocześnie 3 mieszkańców zadeklarowało polską przynależność narodową a 144 białoruską. Było tu 28 budynków mieszkalnych.